# Giorgio Zampori
Giorgio Zampori (Milán, Italia, 4 de junio de 1887-Brescia, Italia, 7 de diciembre de 1965) fue un gimnasta artístico italiano, cuatro veces campeón olímpico entre las Olimpiadas de Estocolmo 1912, Amberes 1920 y París 1924.

## Carrera deportiva
En los JJ. OO. de Estocolomo de 1912 ganó el oro en el concurso por equipos "sistema europeo" por delante de los húngaros y británicos.
En las Olimpiadas celebradas en Amberes (Bélgica) en 1920 consigue el oro en el concurso por equipos "sistema europeo", por delante de los belgas y franceses, y siendo sus compañeros de equipo los gimnastas: Arnaldo Andreoli, Ettore Bellotto, Pietro Bianchi, Fernando Bonatti, Luigi Contessi, Carlo Costigliolo, Luigi Costigliolo, Giuseppe Domenichelli, Roberto Ferrari, Carlo Fregosi, Romualdo Ghiglione, Ambrogio Levati, Francesco Loi, Vittorio Lucchetti, Luigi Maiocco, Ferdinando Mandrini, Lorenzo Mangiante, Antonio Marovelli, Michele Mastromarino, Giuseppe Paris, Manlio Pastorini, Ezio Roselli, Paolo Salvi, Giovanni Tubino, Luigi Cambiaso y Angelo Zorzi; y también el oro en la general individual, por delante de los franceses Marco Torrès y Jean Gounot.
Y en los JJ. OO. de París 1924 gana el oro en el concurso por equipos, por delante de los franceses y suizos, siendo sus compañeros en esta ocasión: Mario Lertora, Vittorio Lucchetti, Luigi Maiocco, Ferdinando Mandrini, Francesco Martino, Giuseppe Paris y Luigi Cambiaso; además gana la medalla de bronce en las barras paralelas.